# Овчаров, Николай Михайлович
Никола́й Миха́йлович Овча́ров (укр. Микола Михайлович Овчаров; род. 9 июля 1988, Васильевка, Одесская область, Украина) — украинский оратор, преподаватель и исследователь ораторского искусства, переводчик с латинского языка, кинорежиссёр, медиа-художник. Известен благодаря классификации типов аргументации в ораторском искусстве. Автор пособия по современной риторике «Мастер публичных выступлений» и других изданий по этике и философии. Редактор научно-популярного журнала об ораторском искусстве «Неизвестный оратор».

## Биография
Родился в Одесской области в Украине. Учился в Киевской государственной академии водного транспорта, Киевском национальном университете культуры.
Работал с ведущими государственными и общественными организациями.
В 2009 году основал Институт риторики, где преподаёт ораторское искусство, публикует аналитические статьи по теме риторики, психологии, этики и философии.
Автор книги «Мастер публичных выступлений» (2017, 2023) и изданий по этике публичных выступлений.
В 2024 году презентовал две новые книги — «Малая этика» и «Доказательная аргументация».

## Вклад в современную риторику

### Доказательная аргументация
Овчаров разработал концепцию доказательной аргументации как метода убеждения, который сочетает эмпирическую обоснованность с риторической эффективностью. В работе «Доказательная аргументация» (2024) систематизированы подходы к построению логически структурированных доказательств в публичных выступлениях.

#### Теория аргументации
Николай Овчаров выделил основные три формы аргументации в современной риторике.
- Теоретическая — научные факты, данные исследований, статистика, аналитика.
- Практическая — практический пример из своего или чужого опыта.
- Визуальная — доказательство с использованием известных образов или событий.

К каждому аргументу предъявляются три требования: авторитетность, уникальность, усиление тезиса вторым аргументом.

### Влияние на украинскую риторическую школу
Теоретические разработки Овчарова способствуют институционализации риторики как академической дисциплины в Украине. Основанный им в 2009 году Институт риторики функционирует как исследовательский центр, который сочетает изучение классической традиции с разработкой современных методик публичного выступления.
С 2025 года Николай Овчаров издаёт журнал «Неизвестный оратор» — первый украиноязычный научно-популярный журнал, посвящённый ораторскому искусству. Издание сочетает теоретические знания с практическими советами для совершенствования коммуникативных навыков.

## Переводческая деятельность
В 2025 году осуществил первый полный перевод на украинский язык «Первой речи Цицерона против Катилины» с позиции оратора-практика. Особое внимание уделено ритмике, динамике текста и ораторским приёмам, которые обычно теряются при буквальном переводе. Перевод сопровождается подробными примечаниями об историческом контексте, объяснениями реалий римской жизни и анализом риторических особенностей речи. Работа служит студентам и учёным, изучающим историю Рима, философию и риторику.

## Медиа-арт и кино
В 2018 году презентовал первую выставку видео- и медиа-арта «The Interaction» о трансформации человека из эмоциональной в информационную форму. Работы демонстрировались в галерее Saatchi и Freedom Art Festival в Лондоне.
В 2019 году снял первый короткометражный фильм без слов «Чёрная дыра». Фильм о том, как люди взаимно поглощают друг друга ради собственного развития. Премьера фильма состоялась 11 июля 2019 года на Международном кинофестивале «Revelation» в Перте (Австралия). 29 сентября 2019 года фильм получил специальный приз жюри на Кинофестивале короткометражного независимого кино «Бардак» в Харькове «за чёткий почерк режиссёра, прекрасную и глубокую работу оператора, подбор странных типажей. Все элементы и детали работают на одну задачу — погружают в причудливый мир, созданный автором».
В 2020 году был снят второй короткометражный фильм «Дикая опера», который уже после монтажа режиссёр решил не выпускать.

## Общественная деятельность
С 2019 года постоянно проводит бесплатные мастер-классы по ораторскому искусству для отдельных социальных групп, которые подпадают или могут попасть под различные формы дискриминации в Украине и мире (по происхождению, признаку гендера, национальной или иной идентичности) с целью снижения уровня агрессии и повышения уровня эффективной коммуникации между разными людьми и уровня толерантности.

### Научно-популярные издания
| Год  | Название книги                                       | Описание                                                                        |
| ---- | ---------------------------------------------------- | ------------------------------------------------------------------------------- |
| 2017 | «Мастер публичных выступлений»                       | базовая теория ораторского искусства                                            |
| 2023 | «Мастер публичных выступлений. Монохромное издание»  | второе издание теории ораторского искусства с чёрно-белыми иллюстрациями автора |
| 2023 | «Мастер публичных выступлений. Полноцветное издание» | второе издание теории ораторского искусства с цветными иллюстрациями автора     |
| 2024 | «Малая этика»                                        | о современной прикладной этике                                                  |
| 2024 | «Доказательная аргументация»                         | о методах убеждения в ораторском искусстве                                      |

### Периодические издания
| Гол  | Название             | Тип    | Описание                                                       |
| ---- | -------------------- | ------ | -------------------------------------------------------------- |
| 2025 | «Неизвестный оратор» | журнал | печатное издание об ораторском искусстве, выходит дважды в год |

### Учебно-методические издания
| Рік  | Назва                   | Опис                                                                              |
| ---- | ----------------------- | --------------------------------------------------------------------------------- |
| 2025 | «Как воспитать оратора» | учебное пособие для родителей и учителей по воспитанию ораторских качеств у детей |

### Переводы
| Год  | Название                                       | Языки                      |
| ---- | ---------------------------------------------- | -------------------------- |
| 2025 | «Перевод первой речи Цицерона против Катилины» | с латинского на украинский |